# Hombre
Hombre – amerykański western z 1967 roku. Adaptacja powieści Elmore Leonarda.
Polska premiera odbyła się w podwójnym pokazie z krótkometrażowym dokumentem Stop! Dziecko na drodze produkcji WFO z 1969 roku.

## Treść[2]
Arizona, rok 1880. Główny bohater John Russell, zwany Hombre, to biały mężczyzna, porwany jako dziecko przez Apaczów. Wychowywany przez nich od dzieciństwa, czuje się jednym z nich. Pewnego dnia Hombre dziedziczy niewielki hotel z saloonem. Decyduje się zamienić otrzymany w spadku zajazd na stado hodowlanych koni. Opuszcza miasto najbliższym dyliżansem. W podróży towarzyszą mu Alexander Favor, który ukradł ponad 10 tysięcy dolarów z kasy rezerwatu, jego żona Audra, Jessie Brown – poprzednia kierowniczka zajazdu, młode małżeństwo Billy i Doris, woźnica Mendez oraz tajemniczy Grimes. W drodze pasażerowie zostają zaatakowani przez czterech bandytów wynajętych przez Grimesa. Bandyta wiedząc o defraudacji dokonanej przez Favora, postanawia zdobyć pieniądze dla siebie. W wynikłej strzelaninie Russell zabija dwóch napastników i odzyskuje torbę z pieniędzmi, jednak pozostali bandyci uprowadzają Audrę jako zakładniczkę.

## Główne role[2]
- Paul Newman – John Russell
- Fredric March – doktor Alex Favor
- Richard Boone – Cicero Grimes
- Diane Cilento – Jessie Brown
- Cameron Mitchell – Frank Braden
- Barbara Rush – Audra Favor
- Peter Lazer – Billy Lee Blake
- Margaret Blye – Doris Blake
- Martin Balsam – Henry Mendez
- Skip Ward – Steve Early
- Frank Silvera – meksykański bandyta
- David Canary – Lamar Dean
- Val Avery – Delgado
- Larry Ward – żołnierz